# 小焦黄峨螺
小焦黄峨螺（学名：Enzinopsis lanceolata），是新腹足目峨螺科Enzinopsis属的一种。主要分布于台湾，常栖息在浅海珊瑚礁、岩石底。